# Не отдам
«Не отдам» — песня, написанная российской певицей МакSим. Композиция была выпущена, как четвёртый и финальный официальный сингл исполнительницы, с её второго студийного альбома «Мой рай».
Песня стала четвёртым официальным синглом с альбома и седьмым в сумме за всю карьеру, достигшим первого места в радиочарте стран СНГ.

## О песне
Слова и музыку к песне певица написала сама. В одном из интервью МакSим говорила, что «Не отдам» стала самой сложной для записи песней из альбома:

«Это самая тяжёлая песня в новом альбоме… Я её вообще слушать не могу. Она нам так тяжело давалась… Мы записали сначала такую супер-попсу, прямо препопсу. То есть, такое всё лёгкое, те же самые электронные инструментики. Я понимаю, что это не то. Потом переписали, потом попросили вообще не знакомого мне человека, аранжировщика, написать минусовку без меня. Мне тоже не понравилось. Потом мы начали писать вот этот вариант, потом было ещё несколько вариантов. Я поняла, что уже ненавижу эту песню. В общем, мы оставили потом один из этих вариантов, записали туда трубу, и, всё равно, мне постоянно кажется, что вот здесь надо было по-другому, а вот здесь надо было не вставлять трубу».— МакSим
Также МакSим отметила, что, несмотря на то, что альбом, в целом, написан о её чувствах и переживаниях, данная композиция написана не о ней: «Песня „Не отдам“ и, наверное, „Секретов нет“ — это те песни, которые ко мне как-то не относятся».
6 июня в радиоротацию был выпущен официальный ремикс песни — «Не отдам (DJ Fisun Remix)».

## Музыка и лирика
Песня записана в стиле поп-рок, с сильным акцентом на использование гитар. Партию трубы к песне исполнил приглашённый музыкант, Игорь Бессмертный.
В лирике песни МакSим обращается к своей подруге, говоря ей о том, что не отдаст ей молодого человека, в которого они, вероятно, обе влюблены. В частности певица поёт: «Пальцы дрожат,
сердце разбивают такты, я клянусь тебя забыть, он будет рад», — в чём есть намёк на соперничество и разрыв дружеских отношений.

## Видеоклип
Видеоклип на песню вышел 25 мая 2009 года. По словам самой МакSим, это один из самых веселых и ярких клипов в её видеографии. Его съемки проходили в Цюрихе и в Москве. Режиссёром клипа стал Баходыр Юлдашев — это был его первый опыт работы с МакSим. По сценарию МакSим читает разнообразные книги и в образе главного героя представляет своего любимого, который в итоге преспокойно спит на диване.
В Цюрихе в съёмках приняли участие жители города. Саму МакSим снимали потом отдельно, так как певица во время съемок в Цюрихе была на гастролях.
По состоянию на январь 2018 года, на официальном канале певицы на YouTube видео набрало 5,3 млн просмотров.

## Список композиций
- Цифровой сингл[5]

| №  | Название                    | Автор(ы)         | Длительность |
| -- | --------------------------- | ---------------- | ------------ |
| 1. | «Не отдам» (DJ Fisun Remix) | Марина Максимова | 3:27         |

- Радиосингл[6]

| №  | Название                    | Автор(ы)         | Длительность |
| -- | --------------------------- | ---------------- | ------------ |
| 1. | «Не отдам»                  | Марина Максимова | 3:04         |
| 2. | «Не отдам» (DJ Fisun Remix) | Марина Максимова | 3:24         |

## Чарты
Сингл, как и три предыдущих, выпущенных из альбома «Мой рай», поднялся на первое место в чарте, продержавшись на нём 5 недель. По итогам 2009 года сингл стал пятым самым скачиваемым треком в России и четвёртым самым ротируемым.
Песня стала самым успешным радиосинглом МакSим в Латвии, добравшись до 5 места в радиочарте.
Также песня заняла 58 позицию в чарте European Hot 100.
Российский музыкальный портал Tophit на основании статистики радиоротации композиций называет данный сингл самым ротируемым российским синглом в Москве в 2009 году.

| Страна/территория (Чарт)           | Высшая позиция |
| ---------------------------------- | -------------- |
| Tophit Общий Топ-100               | 1              |
| Tophit Топ-100 по заявкам          | 3              |
| Tophit Российский Топ-100          | 248            |
| Tophit Московский Топ-100          | 1              |
| Tophit Санкт-Петербургский Топ-100 | 1              |
| Tophit Украинский Топ-100          | 479            |
| Tophit Киевский Топ-100            | 9              |
| Латвийский Топ-50                  | 5              |
| European Hot 100                   | 58             |
| Золотой граммофон                  | 1              |

| Страна/территория (Чарт)           | Высшая позиция |
| ---------------------------------- | -------------- |
| Tophit Общий Топ-100               | 1              |
| Tophit Московский Топ-100          | 2              |
| Tophit Санкт-Петербургский Топ-100 | 1              |
| Tophit Киевский Топ-100            | 11             |

### Годовые чарты
| Страна/территория (Чарт)           | Высшая позиция |
| ---------------------------------- | -------------- |
| Tophit Общий Топ-200               | 12             |
| Tophit Общий Топ-200 (рус.)        | 4              |
| Tophit Топ-200 по заявкам          | 26             |
| Tophit Московский Топ-200          | 15             |
| Tophit Санкт-Петербургский Топ-200 | 14             |
| Tophit Киевский Топ-200            | 67             |
| Латвийский Топ-500                 | 71             |
| 2М Топ 10. Цифровые треки          | 5              |
| ЕвроХит Топ 40                     | 28             |

## Награды
- 2009 год — «Золотой граммофон»[31].